# Giovanni Battista Della Palla
Giovanni Battista Della Palla (Firenze, 4 agosto 1489 – Pisa, 1532) è stato un politico italiano, che raccolse opere d'arte italiane, per donarle a Francesco I di Francia.

## Biografia

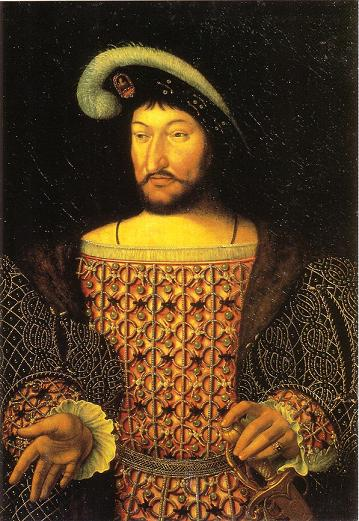
Joos van Cleve, Francesco I di Francia

Era figlio del ricco speziale fiorentino Marco di Mariotto e divenne un esperto in arte contemporanea italiana. Offrì tesori artistici al re Francesco I, per favorire la protezione della Francia, sulla parte politica fiorentina cui Della Palla apparteneva. Con Giovanni Battista Della Palla nasce la moderna figura del procacciatore di opere d'arte e ne inizia quindi una costante emorragia, dall'Italia verso la Francia.
Notizie biografiche su questo personaggio fiorentino si trovano nelle Vite di Giorgio Vasari, in particolare nella biografia di Andrea del Sarto. Michelangelo, che era in contatto epistolare con Giovanni Battista Della Palla, gli scrisse esprimendo il suo desiderio di recarsi in Francia, mentre Della Palla insisteva perché Michelangelo tornasse a Firenze, per dare un aiuto alla città, cinta d'assedio.
Jacopo Nardi scrisse, in una commedia, che Giovanni Battista Della Palla era «familiarissimo servitore ed affezionato di Giuliano de' Medici» e che da lui ebbe la promessa di essere nominato cardinalato; ma l'assassinio di Giuliano tolse a Della Palla ogni speranza di ottenere questo onore. Andò allora a Roma, dove presentò a Leone X «fodere di preziosi zibellini», onde ottenerne la protezione. Nel corso del conclave, Della Palla divenne un protetto del cardinale Pier Soderini.

### Procacciatore di opere d'arte
Per le collezioni di Francesco I, egli acquistò nel 1530 il Mercurio di Baccio Bandinelli, una scultura in marmo, eseguita prima del 1512 e che oggi è al Louvre. S'impadronì anche del dipinto con San Sebastiano di Fra Bartolomeo che una volta era nella chiesa del convento domenicano di San Marco, a Firenze; ma i frati l'avevano poi spostato nella sala del Capitolo, perché ritenevano che la nudità del santo fosse una visione peccaminosa. Della Palla mandò il dipinto al re di Francia, più tardi di questo San Sebastiano si persero le tracce.
A Niccolò Tribolo, scultore e architetto del Giardino di Boboli, Della Palla chiese di scolpire una statua che rappresentava la Natura e che fu collocata al castello di Fontainebleau.
Vasari registra che la statua di Ercole, scolpita da Michelangelo Buonarroti, fu inviata al re di Francia, grazie all'interessamento di Giovanni Battista Della Palla, nell'«anno dell'assedio» (cioè fra il 1529 e il 1530). Egli l'aveva ottenuta da Agostino Dini, ministro di Filippo Strozzi. La principale testimonianza di questa statua - che oggi è perduta - è il disegno che ne fece Pietro Paolo Rubens e che è conservato al Louvre.
Una tavola con il Sacrificio di Isacco di Andrea del Sarto fu commissionata nel 1527 da Giovanni Battista Della Palla, perché fosse inviata a Francesco I; ma Della Palla venne arrestato, prima che la tavola fosse trasferita a Parigi e poco prima della morte del pittore. Non è chiaro tuttavia quale delle tre versioni della tavola, realizzate da Andrea del Sarto, sia stata commissionata dal Della Palla.

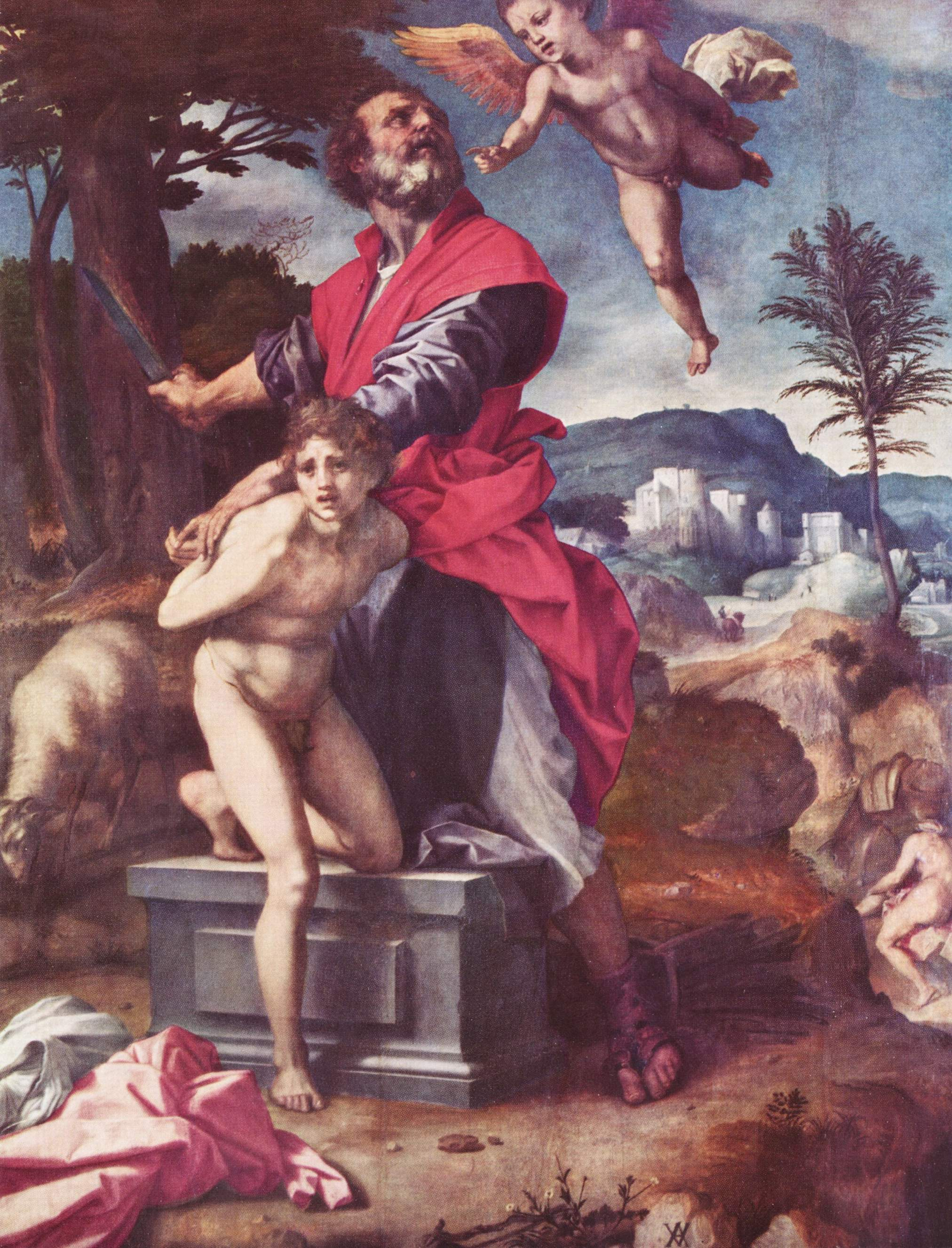
Andrea del Sarto, Sacrificio di isacco, Gemäldegalerie Alte Meister, (Dresda)

### La camera nuziale Borgherini-Acciaioli
La ricca decorazione della camera nuziale di Pierfrancesco Borgherini e Margherita Acciaioli, da Salvi Borgherini (padre di Pierfrancesco) era stata commissionata all'architetto Baccio d'Agnolo. Artisti come Pontormo, Andrea del Sarto, Francesco Granacci e il Bachiacca inviarono dipinti su tavola, per decorare questa sontuosa stanza, comprendente forse anche alcuni rilievi di Benedetto da Rovezzano. Durante l'assedio di Firenze (1529-1530), mentre Pierfrancesco era in esilio, Giovanni Battista Della Palla si presentò, per requisire alcuni pannelli con dipinti di Jacopo da Pontormo e donarli al re di Francia. Margherita Acciaioli gli rispose, con sprezzo: «Vilissimo rigattiere, mercantuzzo da quattro denari, questo letto che tu vai cercando [...] è il letto delle mie nozze per onor delle quali Salvi mio suocero fece tutto questo magnifico apparato.»

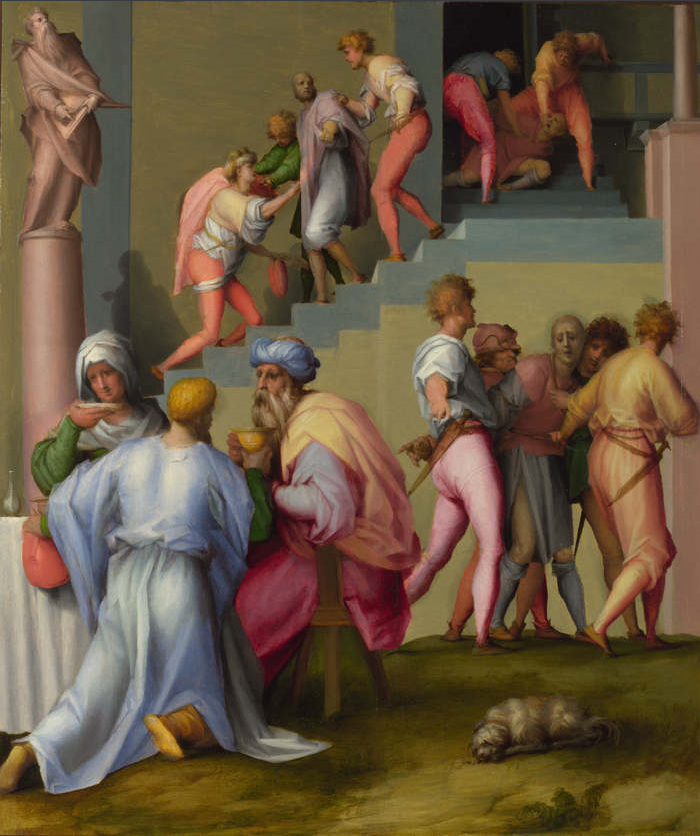
Pontormo, Supplizio del fornaio, (Camera nuziale Borgherini)

### Congiura agliOrti Oricellari
Nei primi venti anni del Cinquecento, agli Orti Oricellari si riunivano, attorno a Bernardo Rucellai, aristocratici e intellettuali che erano nostalgici dell'antico e che, idealizzando Lorenzo il Magnifico, sognavano una risposta alla crisi politica e culturale che gravava su Firenze. Appartenevano alla seconda generazione dell'Accademia Neoplatonica fiorentina. Fino al 1522, agli Orti Oricellari espressero la loro passione civile giovani come Zanobi Buondelmonti Luigi Alamanni, Anton Francesco degli Albizzi, Giovanni Battista Della Palla e Alessandro de' Pazzi (1483-1530). Ad essi si aggiunsero storici, come Benedetto Varchi, Filippo Nerli (1485-1556), Jacopo Nardi e scrittori come Machiavelli e il moralista Antonio Brucioli. Passione repubblicana, orgoglio aristocratico, gusto per una letteratura anticonformista erano le caratteristiche di questo gruppo di opposizione alla restaurazione medicea. In questo ambito nacque l'idea di un complotto che prevedeva l'assassinio del cardinale Giulio de' Medici, al fine di ribaltare il governo mediceo e mettere Firenze nelle mani di Pier Soderini. Il complotto fu sventato, l'Accademia chiusa e il giardino, dove si riunivano gli accademici, cadde in disuso. La repressione fu violenta: Iacopo da Diacceto e Tommaso di Luigi Alamanni furono decapitati il 7 giugno 1522 e tutti gli implicati nel complotto furono perseguiti.

### Ambasciatoredei congiurati presso il re di Francia

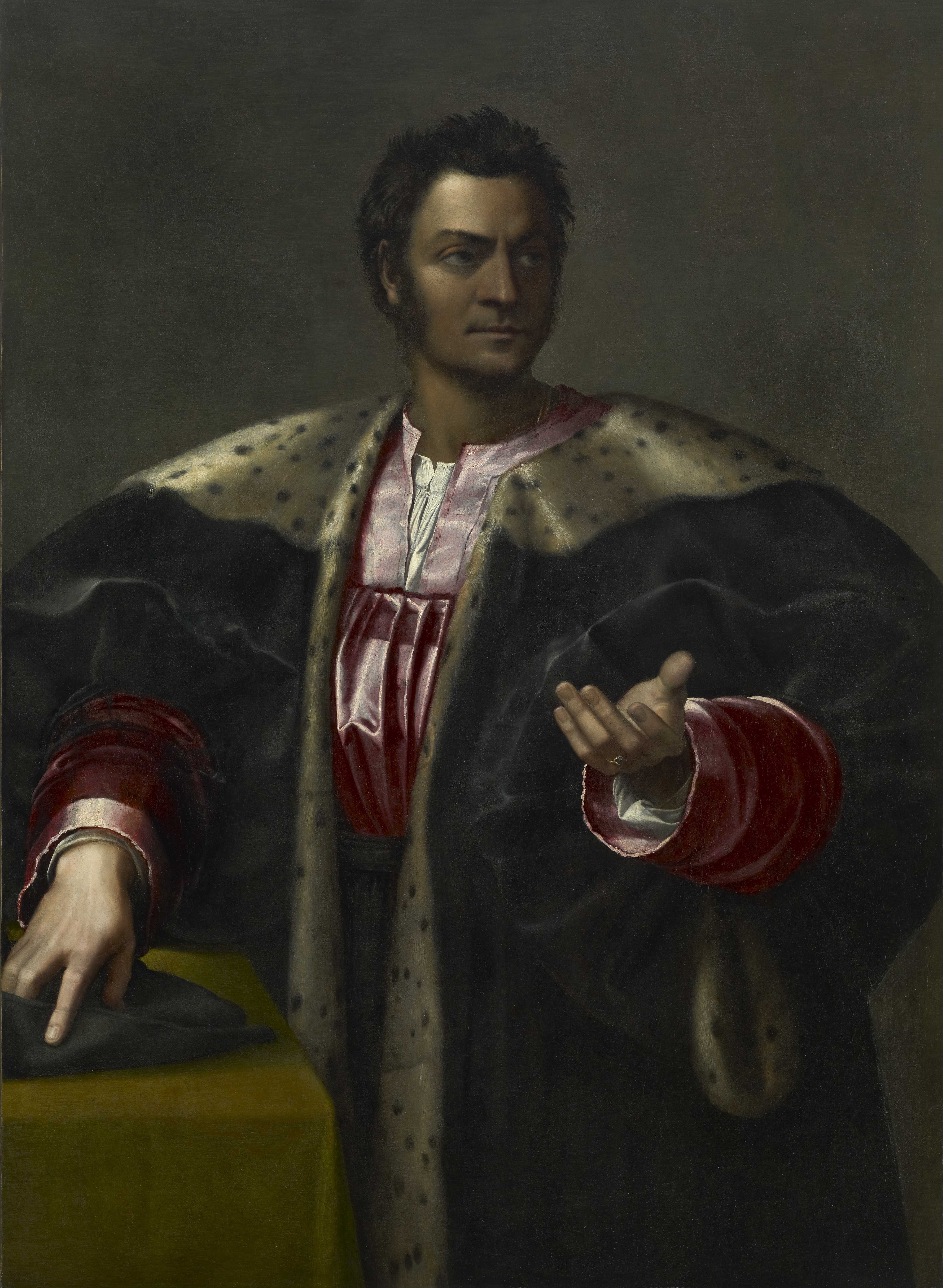
Sebastiano del Piombo, Anton Francesco degli Albizzi

Il ruolo di Giovanni Battista Della Palla era stato quello di far da tramite fra i congiurati fiorentini e il re di Francia, da cui era necessario ottenere un appoggio esterno alla congiura. I doni offerti a Francesco I servivano dunque ad accattivarsi le sue simpatie. Dopo un soggiorno a Lucca, Della Palla era andato a Digione, per presentarsi alla corte di Francesco I e conquistare le simpatie del re.
Il 3 luglio Della Palla fu dichiarato ribelle e assoggettato al sequestro di tutti i beni. Intervenne in suo aiuto il cardinale Soderini e Della Palla ebbe dal re Francesco un salvacondotto, per la propria persona e per i propri beni, in tutto il regno di Francia.
Giovanni Battista Della Palla seguì Francesco I ad Aix-en-Provence, ad Avignone, quindi a Milano, nel corso della campagna d'Italia. Nel 1525 Della Palla era di nuovo ad Aix, a seguito della disfatta dell'esercito francese, avvenuta a Pavia. Trovò asilo a Siena, che era ostile al governo mediceo fiorentino; poi fece un viaggio a Napoli, dove incontrò Filippo Strozzi e brigò per ottenere la protezione del viceré spagnolo, in caso fosse stato possibile sottrarre Firenze alla tutela di Clemente VII.
Ottenne anche dai senesi che, in caso di rivolta "spontanea" di Firenze, avrebbero inviato a Firenze granaglie a prezzo ribassato, nonostante il rialzo dei prezzi, dovuto a una carestia. Dopo il 17 maggio 1527, quando i Medici con il cardinale Silvio Passerini lasciarono Firenze, Della Palla rimise piede nella sua città natale, usufruendo di un'amnistia.
Alla caduta della Repubblica fiorentina seguì la restaurazione medicea: Giovanni Battista Della Palla nel 1530 fu rinchiuso a vita nella fortezza di Pisa, dove lo trovarono cadavere nel 1532, morto forse per avvelenamento. Varchi suggerisce che «l'occasione del suo confino e forse morte fu per l'avere egli fatto levare alcune statue di marmo dall'orto dei Rucellai»; ma la causa della sua morte è dovuta probabilmente al livore dei Medici.